# Vincent Auriol
Vincent Auriol (Revel, 27 agosto 1884 – Muret, 1º gennaio 1966) è stato un politico francese.
Fu presidente della repubblica di Francia dal 16 gennaio 1947 al 16 gennaio 1954. Fu il primo presidente della Quarta Repubblica francese. Fu inoltre presidente onorario della Fédération Mondiale des Anciens Combattants (Federazione mondiale degli ex combattenti).

## Biografia
Era l'unico figlio di Jacques Antoine Auriol, fornaio, e di Angélique Virginie Durand.

### Ascesa politica
Avvocato di idee socialiste, amico del presidente del partito socialista Jean Jaurès, iniziò la carriera politica come direttore del giornale Le Midi Socialiste, venendo eletto deputato nel 1914. Membro militante della Sezione Francese dell'Internazionale Operaia (SFIO), si unì a Léon Blum e contribuì alla vittoria del Fronte Popolare, coalizione dei partiti di sinistra che governò il Paese dal 1936 al 1938. Fu ministro delle Finanze nel primo governo Blum, e poi nel 1937 con il governo Camille Chautemps. Nel 1940, dopo la sconfitta francese ad opera dei tedeschi nella Seconda Guerra mondiale, Auriol votò contro la nomina a capo di Stato del generale collaborazionista Pétain, venendo quindi arrestato per ordine del Governo di Vichy, alleato della Germania nazista. Una volta liberato, partecipò alla Resistenza nel nord della Francia, per poi raggiungere nel 1943 a Londra il governo in esilio del generale De Gaulle. Dopo la liberazione di Parigi nel 1944 e la resa nazista nell'aprile 1945, nel novembre successivo Auriol fu ministro di Stato del Governo provvisorio della Repubblica francese, retto dallo stesso De Gaulle.

### Presidente della repubblica
Nel 1946 fu presidente dell'Assemblea costituente, che il 13 ottobre di quell'anno proclamò la nuova Costituzione della Quarta Repubblica francese.
Presidente dell'Assemblea Nazionale, il 16 gennaio 1947 Auriol venne eletto Presidente della Repubblica francese.
Primo compito del nuovo capo di Stato fu la firma, il 10 febbraio 1947, dei Trattati di Parigi fra gli Alleati e le nazioni sconfitte, prima fra tutte l'Italia, che alla Francia dovette cedere i comuni di Briga e Tenda e altri piccoli territori di frontiera.
Nel corso del suo mandato, la delicata situazione politico-economica del dopoguerra impose scelte e avvenimenti storici di importanza capitale. Una volta sbrigate le formalità legate alla guerra in termini territoriali e di indennità, Auriol fu testimone dell'inizio della guerra fredda tra le due nuove potenze del pianeta, l'Unione Sovietica e gli Stati Uniti, che avrebbe segnato anche il futuro della Francia. La guerra fredda influì sulla ricostruzione post-bellica e sulla formazione di alleanze in ambito europeo e mondiale. Un altro dei grandi eventi occorsi durante il suo mandato di presidente fu l'inizio dello sgretolamento dell'Impero coloniale francese.

#### Impegni del dopoguerra e politica interna
Le attività dei governi succedutisi durante il mandato di Auriol furono spesso concentrate sulle misure da prendere in relazione alla guerra fredda. Un problema urgente fu la crisi economica, che la Francia di Auriol affrontò aderendo al Piano Marshall, fatto che portò all'uscita dei comunisti dal governo e pose quindi fine all'esperienza del Tripartismo tra socialisti, repubblicani popolari e gli stessi comunisti, iniziato nel 1945.

#### Politica estera
Crisi dell'Impero coloniale francese
Durante la seconda guerra mondiale, la Francia aveva perso buona parte delle proprie colonie e riuscì a tornarne in possesso alla fine del conflitto. Le varie colonie furono riorganizzate in un'unica entità, l'Unione francese, istituita con la costituzione dell'ottobre 1946. I francesi, indeboliti dalla guerra, dovettero però confrontarsi con i movimenti anticolonialisti del dopoguerra e Auriol fu testimone del progressivo sgretolamento dell'Impero coloniale francese; durante il suo mandato, il primo ministro Paul Ramadier (della SFIO) represse duramente la rivolta del Madagascar nel 1947.
Alla fine della guerra mondiale, Ho Chi Minh aveva dichiarato l'indipendenza del Vietnam e nel 1946 era iniziata la guerra d'Indocina, che tenne impegnata la Francia per tutto il periodo della presidenza di Auriol ed ebbe fine qualche mese dopo con la sconfitta nella battaglia di Dien Bien Phu nel maggio del 1954. La successiva Conferenza di Ginevra sancì in luglio la perdita della Francia dei territori di Vietnam, Cambogia e Laos che erano stati dell'Indocina francese.
In quegli anni si svilupparono massicce proteste anche in Algeria, i cui moti del 1945 erano stati repressi con il massacro di Sétif e Guelma che provocò migliaia di morti. Le nuove proteste ebbero inizio nel 1946 e nel giro di dodici mesi vi furono nel paese 53 attentati antifrancesi. Nel settembre 1947 fu emanato lo Statuto di Algeria predisposto dal governo di Ramadier ma i movimenti di liberazione continuarono negli anni successivi formando diverse organizzazioni clandestine che avrebbero portato allo scoppio della guerra d'Algeria nel dicembre 1954. 
Situazione europea
Sul fronte europeo, Auriol fece aderire la Francia dapprima al Trattato di Bruxelles del 17 marzo 1948, insieme al Benelux e al Regno Unito, che diede vita all'Unione dell'Europa Occidentale (UEO), precursore della futura NATO, concretizzatasi poi il 4 aprile 1949 con la firma a Washington dell'Alleanza atlantica, in funzione anticomunista. Appoggiò successivamente la politica europeista dei ministri Robert Schuman e Jean Monnet, con l'adesione francese alla CECA nel 1950, dopo la Dichiarazione Schuman, e la proposta della CED tra il 1950 e il 1953.
Cerimonia della consegna della berretta cardinalizia
Da ricordare che durante la sua presidenza, il 15 gennaio 1953, Auriol impose la berretta cardinalizia al nunzio apostolico Roncalli, futuro pontefice in una cerimonia all'Eliseo. Una consuetudine riservata ad alcuni capi di Stato di nazioni cattoliche, in seguito abrogata da Papa Montini per anacronismo e una misura cautelare anche nel caso ci fossero nascite di governi con derive autoritarie.
Alla fine del suo mandato settennale, Auriol si dimise il 16 gennaio 1954.